# Porphyrinia peralbida
Porphyrinia peralbida là một loài bướm đêm trong họ Noctuidae.